# Casiano Delvalle
Casiano Wilberto Delvalle (Lambaré, 13 augustus 1970) is een voormalig Paraguayaans voetballer.

## Paraguayaans voetbalelftal
Casiano Delvalle debuteerde in 1995 in het Paraguayaans nationaal elftal en speelde in totaal drie interlands voor zijn vaderland.